# Marida Marguerite
Die Marida Marguerite (seit Ende April 2014: Golden Oak) ist ein unter der Flagge der Marshallinseln fahrender Produkten- und Chemikalientanker mit Doppelhülle und IMO-II-Klassifikation.
Das Schiff wurde 2008 unter der Baunummer 1007 auf der südkoreanischen Werft Jinse Shipbuilding in Busan erbaut. Eigner der Marida Marguerite war die MT Marida Marguerite Schiffahrtsgesellschaft mit Sitz in Haren, Betreiber die OMCI Shipmanagement Gesellschaft, ebenfalls aus Haren. Das Schiff gehört zu einer Dreierserie baugleicher Schiffe, die im Rahmen eines Schiffsfonds des Hamburger Emissionshauses Wölbern Invest gebaut wurden. Der Einsatz der drei Schiffe erfolgte im Marida-Tankers-Pool.
Angetrieben wird das Schiff von einem von STX Engine in Lizenz gebauten Sechszylinder-Dieselmotor des Herstellers MAN B&W (Typ: 6S35MC-MK7). Der Motor leistet 6060 Kilowatt. Für die Stromversorgung stehen drei Dieselgeneratoren mit jeweils 480 Kilowatt Leistung zur Verfügung.

## Enterung
Die Marida Marguerite wurde am 8. Mai 2010 auf dem Weg von Kandla im indischen Bundesstaat Gujarat nach Antwerpen in Belgien 120 Seemeilen südlich der omanischen Hafenstadt Salala von somalischen Piraten geentert und unter ihre Kontrolle gebracht. Die Piraten beschossen das Schiff mit automatischen Waffen und Panzerfäusten. Da sich nicht alle Mitglieder der 22-köpfigen Besatzung, unter ihnen 19 Inder, ein Ukrainer und zwei Männer aus Bangladesch, bei dem Überfall in einem Schutzraum in Sicherheit bringen konnten, sei ein militärisches Eingreifen zunächst nicht geplant, erklärte ein Sprecher der EU-Mission EU NAVFOR Somalia – Operation Atalanta.
Am 9. Mai 2010 hielt der gekaperte Chemietanker Kurs auf Somalia. Am 25. Dezember 2010, fast acht Monate nach der Entführung, gaben die Piraten die Marida Marguerite wieder frei. Sie erhielten nach eigenen Angaben ein Lösegeld in Höhe von 5,5 Millionen Dollar, das per Fallschirm auf das Schiffsdeck abgeworfen wurde.
Anfang 2011 wurde bekannt, dass es bei der Entführung zu massiven Folterungen kam. So führten die Seeräuber Scheinhinrichtungen durch. Die Seeleute mussten 40 Minuten nackt in der Gefrierkammer des Schiffes ausharren, sie wurden mit Kabelbindern um die Genitalien und Plastiktüten über dem Kopf bis zum Ersticken gequält.

## Festnahmen von und Prozesse gegen die Piraten
Im Mai 2013 wurde in Gießen ein somalischer Asylbewerber mit falschen Papieren festgenommen. Er steht unter dringendem Verdacht, an der Entführung und Geiselnahme beteiligt gewesen zu sein. Er wurde anhand seiner Fingerabdrücke, die auf dem Schiff sichergestellt worden waren, identifiziert. Nach Angaben der Staatsanwaltschaft ist er teilweise geständig. Vor Prozessbeginn wurde ein erheblicher Aufwand betrieben. So wurden in den USA inhaftierte somalische Piraten verhört und ehemalige Geiseln aus Indien eingeflogen, die den Inhaftierten schwer belasteten. Am 20. Dezember 2013 erhob die Staatsanwaltschaft Osnabrück Anklage gegen den inhaftierten mutmaßlichen Piraten.
Am 29. Januar 2014 (Anklageverlesung) begann der Prozess am Landgericht Osnabrück. Am 17. April wurde das Urteil gesprochen: Zwölf Jahre Haft wegen erpresserischen Menschenraubes und besonders schwerer räuberischer Erpressung. Die Verteidiger legten Revision ein, die aber Mitte April 2015 vom Bundesgerichtshof verworfen wurde.
Am 13. März 2015 wurde ein weiterer mutmaßlich tatbeteiligter Pirat beim Versuch der Einreise nach Deutschland festgenommen. Er war im Bereich des Grenzübergangs Kiefersfelden bei einer verdachtsunabhängigen Kontrolle in einem italienischen Reisebus aufgrund eines gefälschten italienischen Passes aufgefallen. Infolgedessen wurden seine Fingerabdrücke genommen und festgestellt, dass diese im Rahmen der sehr gründlichen Spurensuche durch niedersächsische Ermittler auf der Marida Marguerite registriert worden waren. Der festgenommene Mann habe bei der Feststellung seiner Personalien versucht, sich als 16 Jahre alt auszugeben, sei aber in Wirklichkeit 23 Jahre alt.